# Evisa rungsi
Evisa rungsi là một loài bướm đêm trong họ Noctuidae.